# باشگاه فوتبال تورس ۱۹۰۳
باشگاه فوتبال تورس ۱۹۰۳ (انگلیسی: SEF Torres 1903) یک باشگاه فوتبال مستقر در ساساری، ایتالیا است که در حال حاضر در سری سی ایتالیا، بالاترین سطح لیگ فوتبال در این کشور به فعالیت می‌پردازد.
آن‌ها بازی‌های خانگی خود را در ورزشگاه وانی سانا، مستقر در ساساری انجام می‌دهند که به اندازه ۶۰۰۰ صندلی گنجایش پذیرش تماشاگر دارد.

## تاریخچه

### سرآغاز

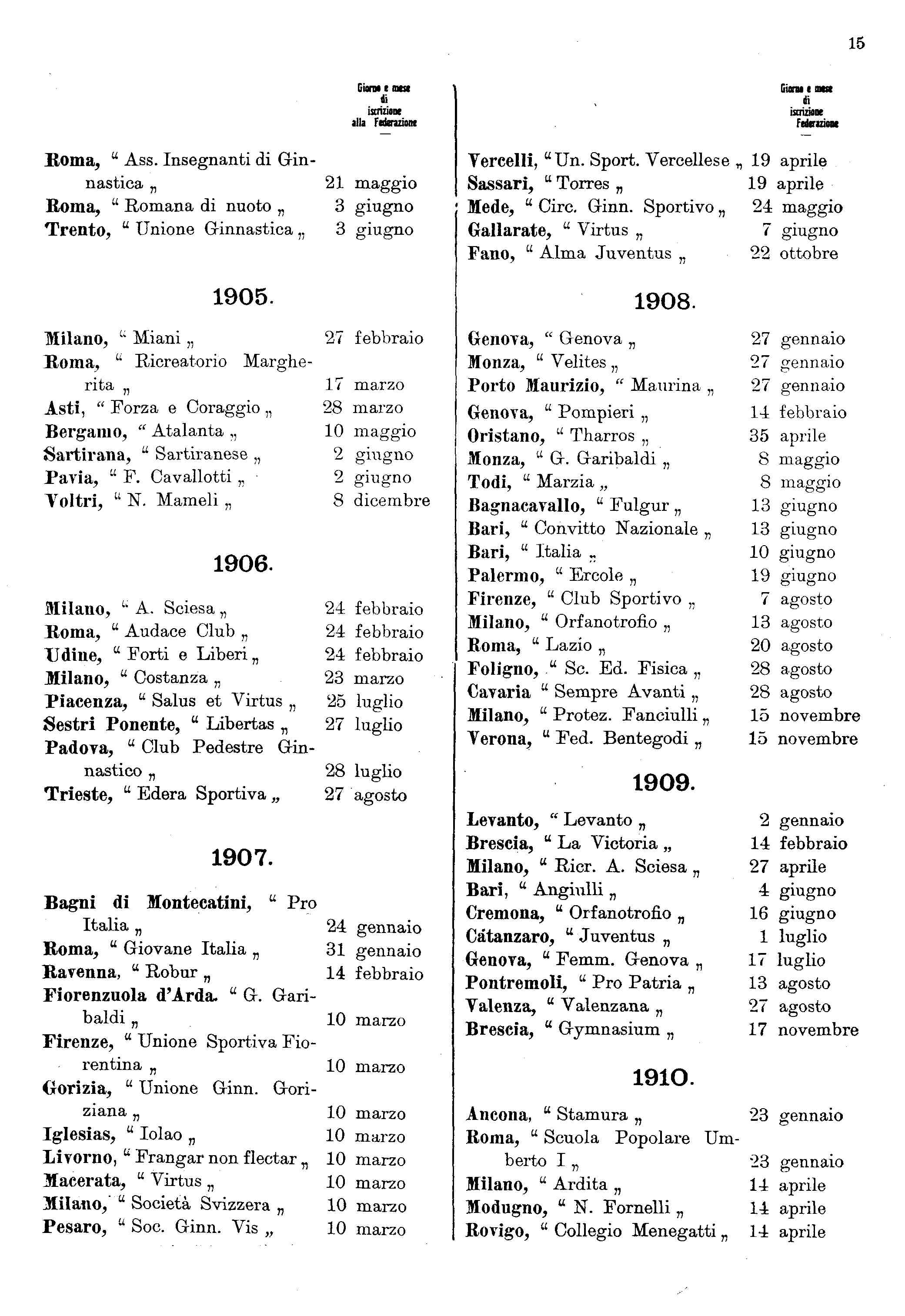
فهرست باشگاه‌های وابسته به F.G.N.I. تورس در بخش مربوط به ۱۹ آوریل ۱۹۰۷

تورس در ۱۹ آوریل ۱۹۰۳ به عنوان Società per l'Educazione Fisica Torres (انجمن تربیت بدنی تورس) تأسیس شد و فعالیت ورزشی خود را از ۱ ژوئیه آغاز کرد. در ۲۰ سپتامبر ۱۹۰۳، بازیکنان تورس با یک نمایش ژیمناستیک در تئاتر وردی در شهر ساساری به صورت عمومی معارفه شدند. این باشگاه خیلی زود به عنوان یکی از فعال‌ترین باشگاه‌ها در سطح منطقه در رشته‌های مختلف شناخته شد و حتی در سطح ملی موفق به کسب نتایج برجسته‌ای شد. اولین بازی خارج از خانه تورس به ۱۹ آوریل ۱۹۰۸ برمی‌گردد که روسوبلو در آژاکسیو با تیم محلی از آژاکسیو بازی کرد، بازی‌ای که در میدان دیامانته برگزار شد. در زمینه فوتبال، پس از هشت سال فعالیت غیر حرفه‌ای، یک بخش ویژه برای این رشته ورزشی در سال ۱۹۱۱ تأسیس شد. تورس همان سال توانست در اولین دوره مسابقات فوتبال ساردینیا قهرمان شود. به جز تورس، دو تیم دیگر از ساساری، ایوستو و کلوب اسپورتیو, و یک تیم از کالیاری، آمسیکورا, در این مسابقات شرکت کردند. در لا مادالنا، در تابستان ۱۹۱۲، تورس کوپا چیتا دلا مادالنا را با پیروزی ۷–۰ مقابل ایلوا و پس از آن در فینال ۳–۱ در تقابل با مارینا به دست آورد.

### دهه‌های ۱۹۲۰ و ۱۹۳۰: اولین دربی‌های محلی و اولین صعود
در ۸ سپتامبر ۱۹۲۰، دو باشگاه پیشرو ساردینیا در کالیاری در استالاجیو ملونی بازی کردند. به طرز شگفت‌انگیزی، باشگاه فوتبال کالیاری با نتیجه ۵–۲ پیروز شد. در ۲۷ مه ۱۹۲۲، در حضور پرنس امبرتو دی ساویا، ورزشگاه وانی سانا، که هنوز هم ورزشگاه خانگی تورس است، افتتاح شد. در ۴ نوامبر ۱۹۲۴، اولین دربی تاریخی بین تورس و ترانووسه به مناسبت بیست و یکمین سالگرد تأسیس باشگاه تورس برگزار شد و در پایان بازی، ساسارسی با نتیجه ۲–۱ پیروز شد. بازی بین البیا کالچو ۱۹۰۵ و تورس، که به عنوان دربی دل نورد ساردینیا شناخته می‌شود، پربازی‌ترین دربی در جزیره ساردینیا است و تا کنون بیش از ۱۰۰ بار برگزار شده است. این بازی یک رقابت مهیج برای طرفداران هر دو تیم است. پس از چند سال اول که فعالیت آماتوری داشتند، آنها در سال ۱۹۲۷–۱۹۲۸ وارد ترزل دیویسیونه شدند و در جایگاه دوم پس از باشگاه فوتبال کالیاری و بالاتر از مونتپونی ایگلیس و آوانگاردیا جیووانیله فاشیست از کالیاری قرار گرفتند.
در فصل ۱۹۳۰–۱۹۳۱، در یک مسابقه منطقه‌ای شرکت کردند (با اداره منطقه‌ای لاتزیو زیرا اداره ساردینیا نمی‌توانست آن را سازماندهی کند) که منجر به صعود به پریما دیویسیونه (سومین سطح لیگ فوتبال در ایتالیا در آن زمان) شد. در مسابقات ۱۹۳۱–۱۹۳۲، ساسارسی، تحت هدایت فرنتس پلمیچ مجارستانی، به صعود به سری بی نزدیک شد.
شرایط فصل بعدی مساعد نبود، به طوری که به عنوان دومین تیم از آخر فصل بازی‌ها برای آن‌ها تمام شد و به دسته پایین‌تر سقوط کردند، اما باز هم به دسته سوم بازگشتند. در پریما دیویسیونه فصل ۱۹۳۵–۱۹۳۴ در میانه جدول قرار گرفتند اما از شرکت در مسابقات بعدی انصراف دادند و تا ۱۹۳۹ بازی‌های دوستانه و آماتوری برگزار کردند. در فصل ۱۹۳۹–۴۰ در جایگاه پنجم در اولین دسته ساردینیا قرار گرفتند که معادل سطح چهارم ملی بود.

### دوره پس از جنگ جهانی دوم
در بخش اول دهه ۱۹۴۰، تورس در اولین دسته ساردینیا بدون نتایج برجسته بازی کرد؛ بهترین جایگاه آن‌ها، رتبه سوم در فصل ۱۹۴۲–۴۳ بود. به دلیل جنگ، مسابقات در سال بعد تا ۱۹۴۴–۴۵ معلق شد. در ۱۹۴۶–۴۷، با وجود اینکه در جایگاه چهارم قرار گرفت، باشگاه به سری سی پذیرفته شد. یک بازی دوستانه به مناسبت این رویداد در ۵ ژوئن ۱۹۴۷ در ورزشگاه وانی سانا با باشگاه فوتبال یوونتوس برگزار شد که یوونتوس با نتیجه ۳–۱ پیروز شد. اما در فصل بعد، تیم دوباره به دسته اول سقوط کرد و تقریباً در ۱۹۴۹–۵۰ از صعود جا ماند. آنها در گروه آ صدرنشین شدند اما در دور نهایی فقط در جایگاه سوم قرار گرفتند.

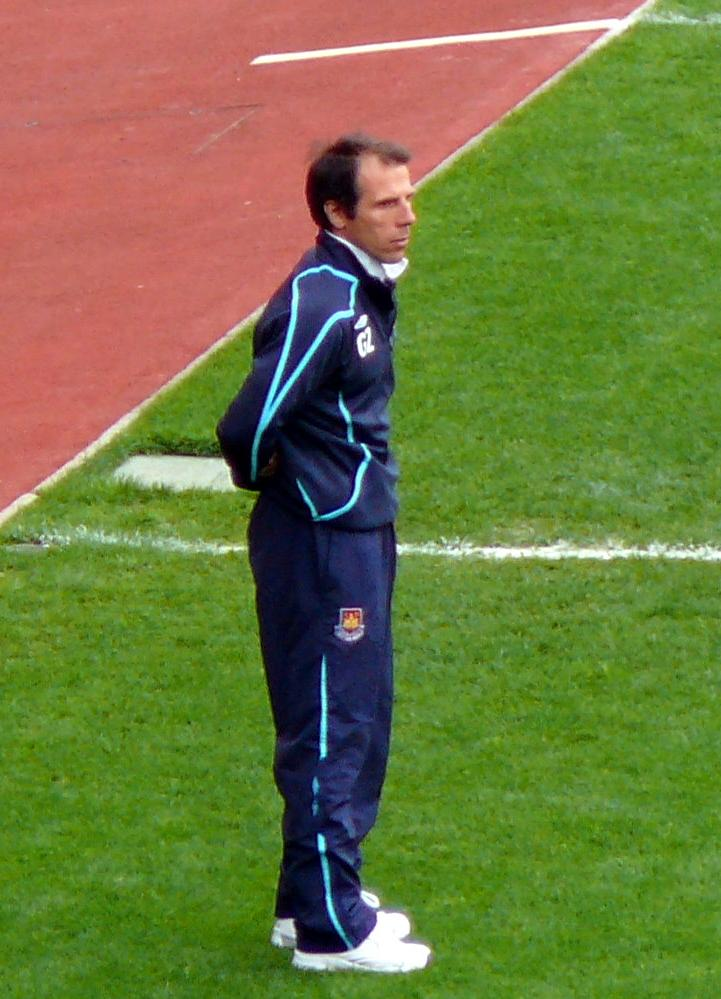
جان‌فرانکو زولا در دهه ۱۹۸۰ برای تورس بازی کرد.

در ۱۹۵۰–۵۱، تورس در اولین دسته ساردینیا اول شد و به دسته چهارم جدید وارد گشت. این تیم تا ۱۹۵۸–۵۹ در این دسته باقی ماند و سپس قهرمان شد و به سری سی صعود کرد. در دسته سوم ملی، این تیم در میانه جدول بازی کرد اما Stella d'oro al merito sportivo (ستاره طلایی کمیته ملی المپیک ایتالیا برای شایستگی ورزشی) را دریافت کرد. در ۱۹۷۰–۷۱ دوباره به سری دی سقوط کردند اما در ۱۹۷۱–۷۲ به دسته سوم بازگشت. در ۱۹۷۴–۷۵ دوباره سقوط کرد. در ۱۹۸۰–۸۱، این تیم یک قهرمانی دیگر سری دی را به دست آورد و به سری C2 جدید، که معادل سطح چهارم بود، صعود کرد. در ۱۹۸۲ نام خود را به تورس کالچیو اس.آر.ال. تغییر داد. با تجربه ماریو پیگا، که پس از یک دوره درخشان در سطح بالا دوباره به رنگ‌های قرمز و آبی بازگشت، و ستاره در حال ظهور جان‌فرانکو زولا، در ۱۹۸۶–۸۷، این باشگاه، تحت هدایت لامبرتو لئوناردی، قهرمانی را کسب کرد و به سری C1 صعود کرد. ترکیب استاندارد این تیم شامل: پینا، تامپونی، پوگی، پتلا، کاریولا، دل فاورو، تولو، زولا، گالی، پیگا و انیس بود. در پایان فصل بعدی، آنها از رقیب خود کالیاری بالاتر قرار گرفتند. در همان زمان، در فصل ۱۹۸۸–۱۹۸۹، تورس به جایگاه چهارم رسید و تنها یک قدم تا صعود به سری بی فاصله داشت و در پشت رقبایش، کالیاری (قهرمان تورنمنت)، فوجا و پالرمو قرار گرفت.

### اولین ورشکستگی و تولد دوباره
در ۱۹۹۰–۱۹۹۱، پس از سقوط به سری C2، به دلیل ناترازی مالی از مسابقات حذف شد. در فصل ۱۹۹۱–۱۹۹۲، باشگاه وارد مسابقات بین‌منطقه‌ای شد. تحت ریاست کُرادو سانا، تورس در جایگاه پنجم قرار گرفت و کوپا ایتالیا دیلتانتی (مرحله بین‌منطقه‌ای) را برد. در تابستان ۱۹۹۲، باشگاه دوباره تأسیس شد و عنوان ورزشی و دسته بین‌منطقه‌ای خود را حفظ کرد اما نام خود را به پلی‌اسپورتیوا ساساری تورس تغییر داد. در ۱۹۹۲–۱۹۹۳، تورس، که تحت مالکیت کارآفرین ساختمانی جیانی مروسو و تحت هدایت جوزپه 'اپه' زولو قرار داشت، بلافاصله به رده‌های حرفه‌ای بازگشت و با پیروزی ۲–۱ (با گل‌های آنتونیو پودا و رناتو گرکو) در پلی‌آف مقابل لاکیلا کالچیو، که در ورزشگاه فلامینیو در رم در برابر بیش از سه هزار هوادار تورزینی برگزار شد، موفق شد.
پس از چندین قهرمانی سری C2 و برخی تلاش‌های ناموفق برای تغییر مالکیت، در فصل ۱۹۹۹–۲۰۰۰، تورس توسط گروهی از کارآفرینان از ساساری خریداری شد که ریاست را به لئوناردو ماراس سپردند. این تیم، که دوباره تحت هدایت لئوناردی قرار داشت، به سری C1 صعود کرد و همچنین از گل‌های مهاجم سابق باشگاه فوتبال پانیونیوس یونان تئوفیلو کاراساوییدیس، که در ۳۲ بازی ۱۹ گل به ثمر رساند، نیز بهره می‌برد. در فصل ۲۰۰۰–۲۰۰۱ در سری C1، تورس به عنوان یک تیم تازه صعود کرده، نتایج خوبی کسب کرد و در جایگاه هفتم قرار گرفت. از مهم‌ترین نتایج، باید به پیروزی‌های خانگی ۳–۰ در برابر کاتانیا و پالرمو و ۲–۰ در برابر مسینا اشاره کرد.

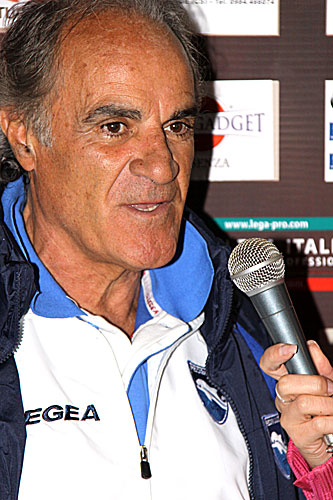
آنتونلو کوکورددو در سال ۲۰۰۹

باشگاه در ابتدا از مسابقات فصل ۲۰۰۵–۲۰۰۶ حذف شد، اما با یک حکم قاضی اداری، ثبت نام کرد و تحت هدایت آنتونلو کوکورددو به پلی‌آف برای صعود به سری بی رسید. در ۱۶ مه ۲۰۰۶، تورس به‌طور ناخواسته در رسوایی کالچو پولی دخالت داشت، چرا که مکالمات تلفنی بین وزیر کشور وقت، بپه پیسانو و مدیر باشگاه فوتبال یوونتوس، لوچیانو موجی منتشر شد. تیم از این موضوع آسیب دید و در نیمه‌نهایی در دو بازی رفت و برگشت مقابل گروستو با نتیجه یکسان یک بر صفر باخت.